# Louis Le Peletier de Mortefontaine
Pour les articles homonymes, voir Le Peletier.
Pour les autres membres de la famille, voir Famille Le Peletier.
Louis Le Peletier de Mortefontaine, marquis de Montmélian (né en 1730, mort en 1799) est l'avant-dernier prévôt des marchands de Paris.

## Naissance
Il naît le 6 avril 1730 de Jacques-Louis Le Peletier (1700-1770 ; fils de Louis II Le Peletier de Rosanbo), Seigneur de Montmélian, de Mortefontaine, etc. Né le 25 juillet 1700, Conseiller au Parlement de Paris le 29 août 1719 ; Président des Requêtes du Palais en 1726 ; Président de la seconde Chambre des Enquêtes le 7 janvier 1727, qui se démit en avril 1738 ; a été fait Conseiller d'honneur en 1741 ; et meurt le 9 juillet 1770. Sa mère, (mariage le 11 avril 1726) est Marie-Louise Feydeau de Calende, fille de Henri Feydeau, seigneur de Calende, président à la Chambre des Enquêtes, et de Marie-Louise Croizet d'Estiaux.

## Carrière
Il devient conseiller au Parlement de Paris le 3 septembre 1749, à 19 ans. De 1754 à 1773, il est Maître des requêtes.
Il est intendant de La Rochelle en 1764 puis de Soissons, en 1765-1784. Il entre au Conseil d'État en 1783.

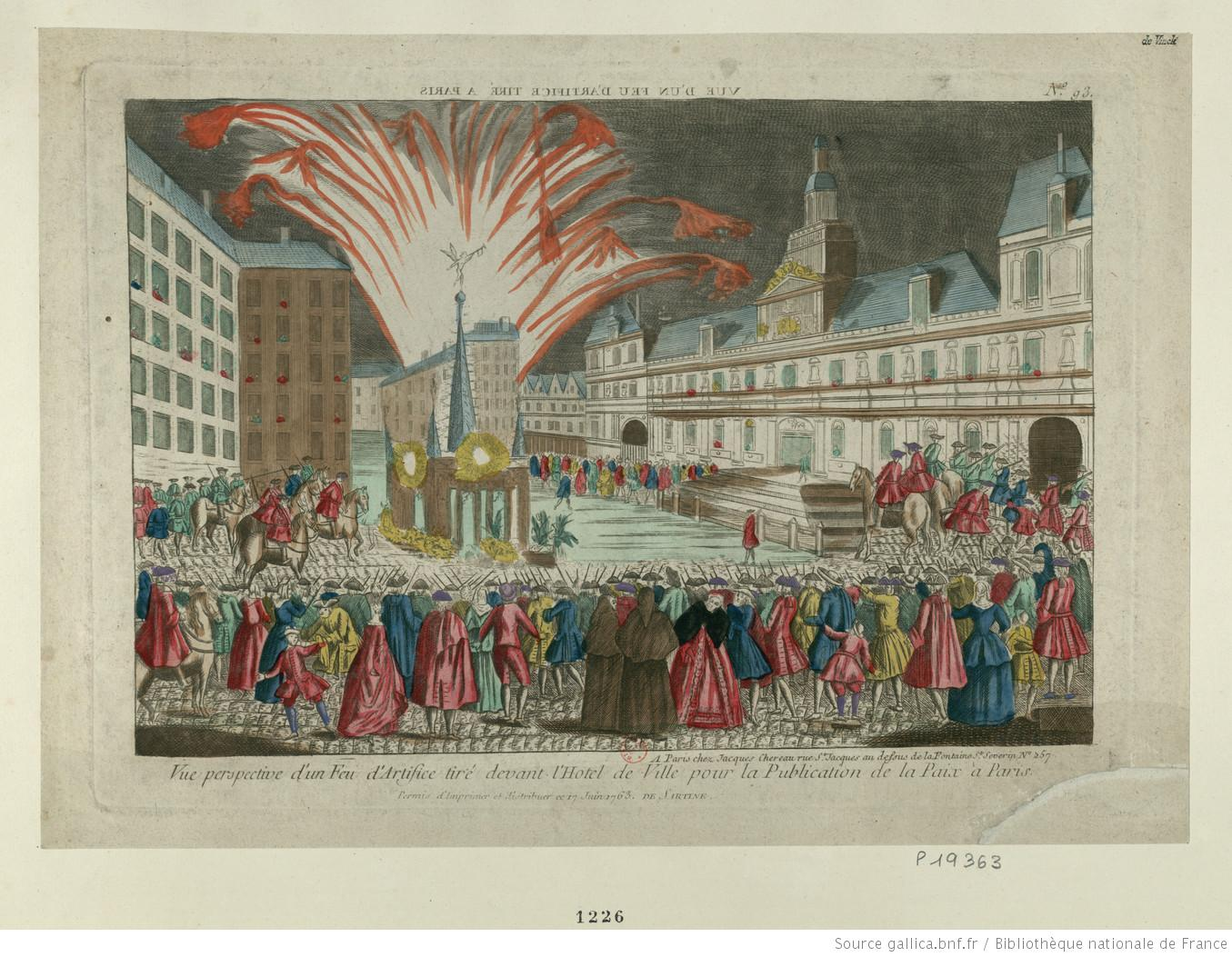
Vue perspective d'un Feu d'Artifice tiré devant l'Hôtel de Ville pour la Publication de la Paix à Paris, Jacques Chéreau, 1783

Il devient Prévôt des marchands de Paris en 1784. A noter qu'un autre Le Peletier, Claude Le Peletier, a été prévôt des marchands de Paris de 1668 à 1676. Mais Louis Le Peletier démissionne de son poste cinq ans plus tard, à la Révolution, et est remplacé le 28 avril 1789 par Jacques de Flesselles. Ce dernier est tué le 14 juillet 1789, et la fonction de prévôt des marchands supprimée.
Il est Grand trésorier-commandeur de l'Ordre du Saint-Esprit entre 1787 et 1790.

## Famille et descendance
Sa première femme, épousée en septembre 1754, est Catherine-Charlotte du Cluzel de la Chabrerie (née en 1737), fille de Léonard du Cluzel, Fermier-Général, et de Thérèse Touzard, sœur de François Pierre du Cluzel, intendant de Tours. 
- Ils ont une fille, Louise-Charlotte-Léonarde Le Peletier de Mortefontaine, née le 7 mai 1756, † en 1840, et mariée en 1773 avec Henri Lefèvre d'Ormesson d'Amboile (1751-1807).

Catherine-Charlotte du Cluzel meurt le 9 décembre 1756, et Louis Le Peletier se remarie le 20 septembre 1768, avec Françoise-Élizabeth-Suzanne de La Cropte de Bourzac (née en 1751, fille de François-Isaac, seigneur de Belleville, premier gentilhomme de la Chambre du prince de Conti, et nièce de Mgr de La Cropte. Elle meurt en 1781, laissant trois enfants vivants: 
- Marie Louise Le Peletier de Mortefontaine (1770-?)

- Léon Le Peletier de Mortefontaine (1771-1814), époux de Suzanne-Louise le Peletier de Saint-Fargeau (1782-1829), fille du conventionnel régicide Louis-Michel Lepeletier de Saint-Fargeau, d'où deux filles (voir l'article St-Fargeau).
- Guillaume Louis Le Peletier de Mortefontaine

Il se remarie en 1791 avec Catherine-Adélaïde Le Conte de Nonant de Raray.
À Paris, ils résident dans un hôtel particulier du Marais, au 20 rue Sainte-Croix-de-la-Bretonnerie. Il meurt en 1799.

## Hommage
On a donné son nom à une rue du 9e arrondissement de Paris, la rue Le Peletier, créée en 1786, où plus tard fut construit l'opéra Le Peletier — qui fut la salle d'opéra de Paris de 1821 à 1873 avant l'opéra Garnier — et où se trouve depuis 1911 la station de métro Le Peletier.